# Хиршль, Николаус
Николаус Хиршль (нем. Nickolaus Hirschl; 20 марта 1906 — 10 октября 1991) — австрийский борец, еврей, призёр Олимпийских игр.

## Биография
Николаус Хиршль родился в 1906 году в Вене. С детства был очень спортивным, в 15 лет стал чемпионом Австрии среди юниоров по толканию ядра и метанию диска, в 16 лет — по тяжёлой атлетике. В 17 лет он стал чемпионом Австрии по пятиборью, и удерживал этот титул в течение семи лет; в 18 лет стал чемпионом Австрии по борьбе, и сохранял за собой этот титул в течение десяти лет, выступая за клуб «Хакоах».
В 1932 году на Олимпийских игр в Лос-Анджелесе Николаус Хиршль завоевал бронзовые медали как в греко-римской, так и в вольной борьбе. В 1936 году он бойкотировал Олимпийские игры в Берлине из-за антисемитской политики германских властей.
Перед Второй мировой войной Николаус Хиршль был вынужден покинуть Австрию, чтобы избежать нацистского преследования, и эмигрировал в Палестину. В годы Второй мировой войны вступил в британскую армию, в составе отряда коммандос воевал в Северной Африке. После войны эмигрировал в Австралию.
В 1993 году Николаус Хиршль был включён в Международный еврейский спортивный зал славы.